# Mortes em setembro de 2015
Mortes em 2015: ← Janeiro – Fevereiro – Março – Abril – Maio – Junho – Julho – Agosto – Setembro – Outubro – Novembro – Dezembro →
Esta é uma relação de pessoas notáveis que morreram durante o mês de setembro de 2015, listando nome, nacionalidade, ocupação e ano de nascimento.

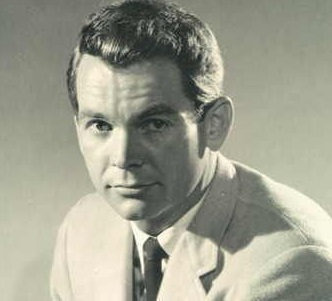
Dean Jones, ator estadunidense.

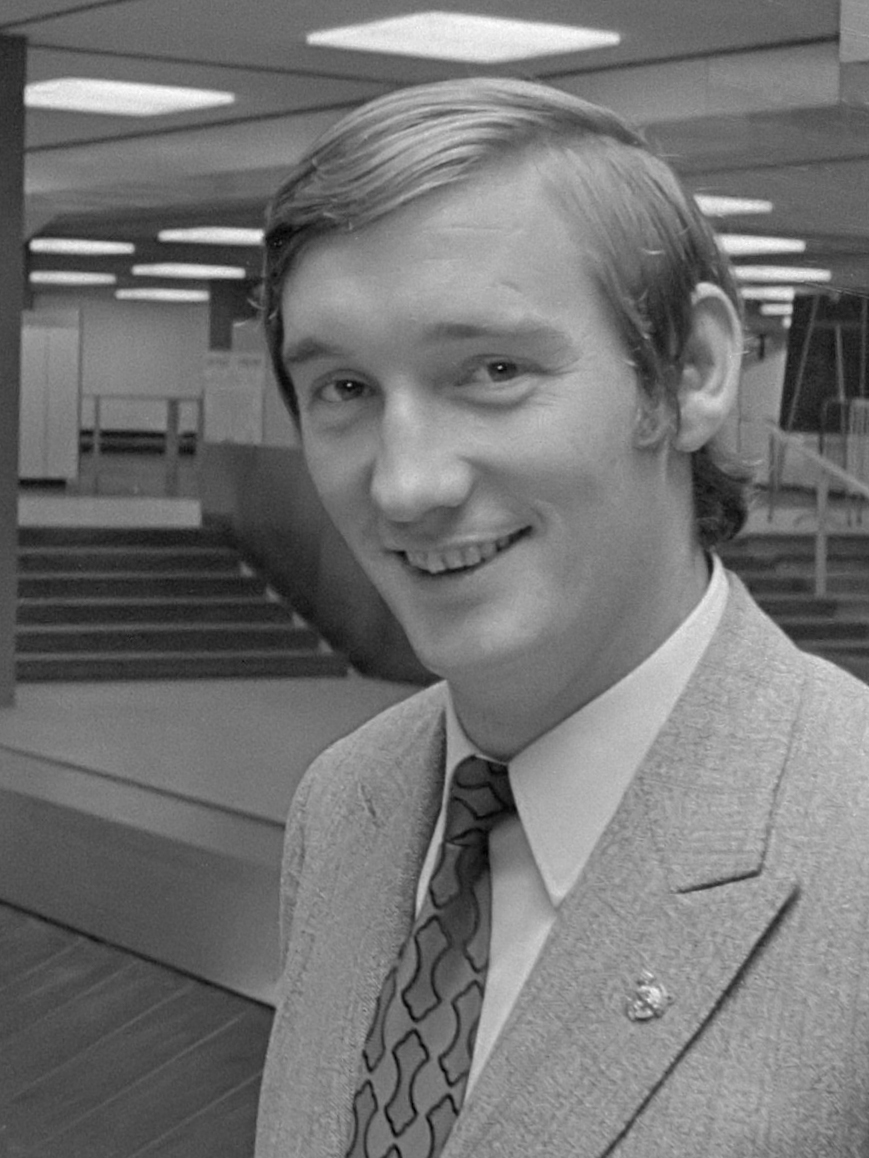
Ignacio Zoco, futebolista espanhol.

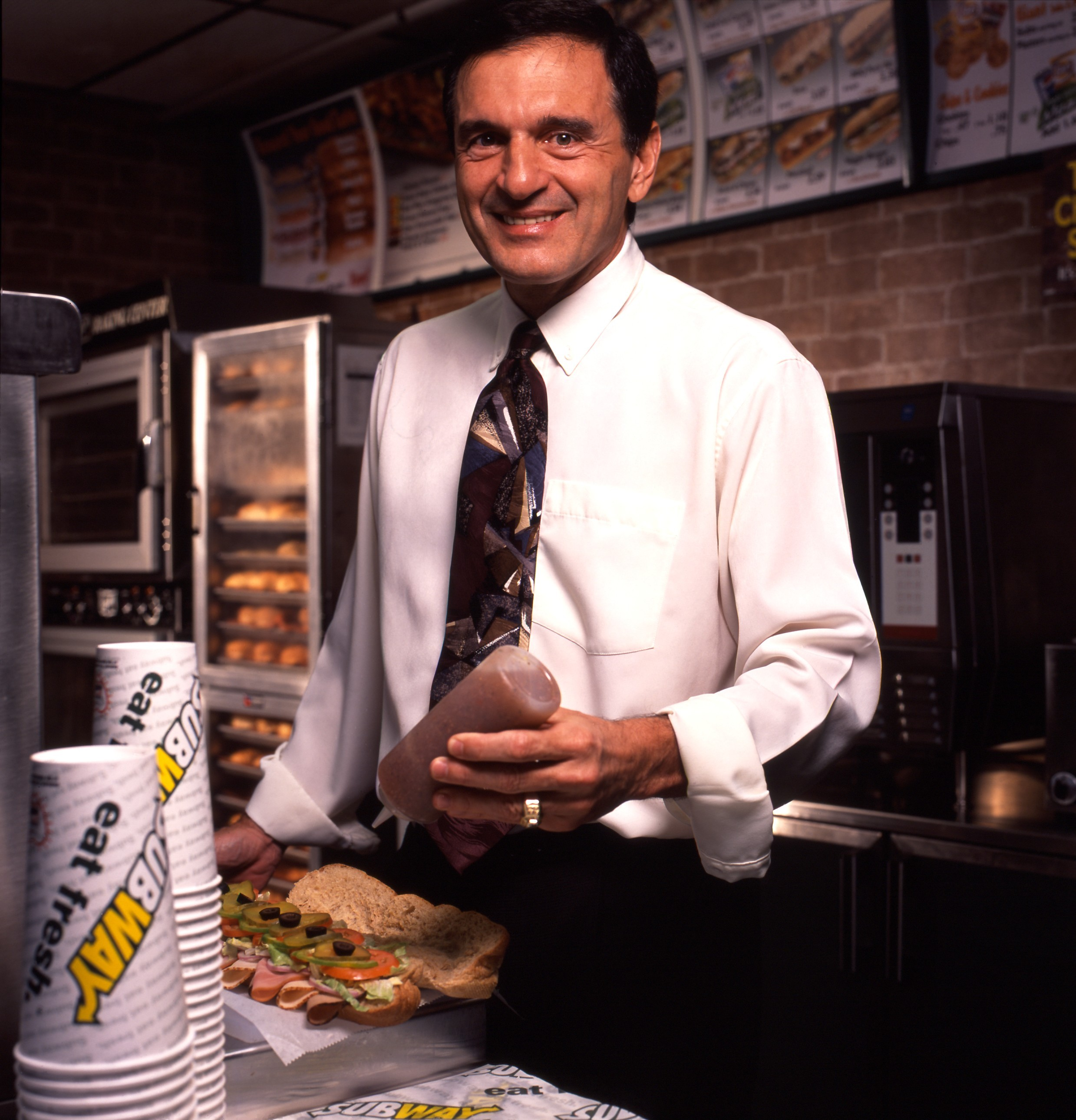
Fred DeLuca, empresário estadunidense.

| Dia | Nome                    | Profissão ou motivo de reconhecimento                | País de nascimento | Ano de nasc. | Ref    |
| --- | ----------------------- | ---------------------------------------------------- | ------------------ | ------------ | ------ |
| 1   | Dean Jones              | Ator e cantor                                        | Estados Unidos     | 1931         | [ 1 ]  |
| 1   | Richard G. Hewlett      | Historiador                                          | Estados Unidos     | 1923         | [ 2 ]  |
| 2   | Charles Gyamfi          | Futebolista e treinador                              | Gana               | 1929         | [ 3 ]  |
| 2   | Alan Kurdi              | Refugiado da Guerra Civil Síria                      | Síria              | 2012         | [ 4 ]  |
| 3   | Chandra Bahadur Dangi   | Pessoa mais baixa de todos os tempos                 | Nepal              | 1939         | [ 5 ]  |
| 4   | Joel Rufino dos Santos  | Historiador                                          | Brasil             | 1941         | [ 6 ]  |
| 5   | Alacid Nunes            | Político e militar                                   | Brasil             | 1924         | [ 7 ]  |
| 6   | Luizito                 | Sambista                                             | Brasil             | 1954         | [ 8 ]  |
| 7   | Dickie Moore            | Ator                                                 | Estados Unidos     | 1925         | [ 9 ]  |
| 7   | Bernardino Vasconcelos  | Médico e político                                    | Angola/ Portugal   | 1946         | [ 10 ] |
| 8   | Delfina Cruz            | Atriz                                                | Portugal           | 1946         | [ 11 ] |
| 10  | Franco Interlenghi      | Ator                                                 | Itália             | 1931         | [ 12 ] |
| 12  | Adrian Frutiger         | Designer                                             | Suíça              | 1928         | [ 13 ] |
| 13  | Vivinho                 | Futebolista                                          | Brasil             | 1961         | [ 14 ] |
| 13  | Moses Malone            | Jogador de basquete                                  | Estados Unidos     | 1955         | [ 15 ] |
| 13  | Betty Lago              | Atriz, apresentadora de televisão e modelo           | Brasil             | 1955         | [ 16 ] |
| 14  | Carl Emil Schorske      | Historiador                                          | Estados Unidos     | 1915         | [ 17 ] |
| 14  | Fred DeLuca             | Empresário                                           | Estados Unidos     | 1948         | [ 18 ] |
| 16  | Clóvis Acosta Fernandes | Torcedor símbolo da Seleção Brasileira de Futebol    | Brasil             | 1955         | [ 19 ] |
| 17  | Carlos Manga            | Montador, roteirista e diretor de cinema e televisão | Brasil             | 1928         | [ 20 ] |
| 17  | Dettmar Cramer          | Futebolista e treinador                              | Alemanha           | 1925         | [ 21 ] |
| 18  | Mario Benjamín Menéndez | Militar                                              | Argentina          | 1930         | [ 22 ] |
| 18  | Eduardo Bonvallet       | Futebolista e comentarista esportivo                 | Chile              | 1955         | [ 23 ] |
| 18  | Freddy Ternero          | Futebolista, treinador e político                    | Peru               | 1962         | [ 24 ] |
| 21  | Yoram Gross             | Produtor de animação                                 | Polónia/ Austrália | 1926         | [ 25 ] |
| 22  | Yogi Berra              | Jogador de beisebol                                  | Estados Unidos     | 1925         | [ 26 ] |
| 24  | Alan Moore              | Artista e militar                                    | Austrália          | 1914         | [ 27 ] |
| 25  | Georgette Duarte        | Atleta                                               | Portugal           | 1925         | [ 28 ] |
| 27  | Pietro Ingrao           | Jornalista e político                                | Itália             | 1915         | [ 29 ] |
| 27  | John Guillermin         | Cineasta                                             | Inglaterra         | 1925         | [ 30 ] |
| 28  | Ignacio Zoco            | Futebolista                                          | Espanha            | 1939         | [ 31 ] |
| 28  | Frank Martinus Arion    | Escritor                                             | Curaçau            | 1936         | [ 32 ] |
| 29  | Phil Woods              | Saxofonista                                          | Estados Unidos     | 1931         | [ 33 ] |
| 30  | Caio Cesar              | Policial Militar e dublador                          | Brasil             | 1988         | [ 34 ] |